# Silvorchis
Silvorchis là một chi thực vật có hoa trong họ, Orchidaceae.